# Спасо-Преображенский собор Посольского монастыря
Спасо-Преображенский собор — православный храм в селе Посольском на восточном берегу озера Байкал, один из памятников русской архитектуры XVIII века в Прибайкалье. Собор был возведен в 1773—1778 годах в Посольском Спасо-Преображенском монастыре. Входит в состав архитектурного ансамбля Посольский монастыря.

## История
По первоначальному замыслу купца Григория Афанасьевича Осколкова предполагалось возвести новый каменный собор во имя Преображения Господня, однако знаменитый указ Петра I о запрете каменного строительства имел негативные последствия даже для такого отдаленного края, как Забайкалье. Поэтому возведение каменного собора стало невозможным и рядом с первоначальной Знаменской церковью срубили деревянный собор (осв. 1722 г.)
22 октября 1769 г. в монастыре случился сильный пожар, уничтоживший практически все деревянные постройки: старинную первоначальную Знаменскую церковь, Преображенский собор, Николаевскую часовню.— Вестник ТГАСУ № 3, 2014
Новый двухпрестольный Преображенский собор возвели из камня. Храм начали строить в 1773 году. В литературе указывается, что строительство собора началось в 1766 году на деньги енисейского купца Михайла Веретнова.
В 1774 году первый этаж (престол нижней «теплой» церкви) был освящен в честь иконы Пресвятой Богородицы «Знамение».
В 1778 году второй этаж (престол верхней «холодной» церкви) — во имя Преображения Господня.
Общая длина — 28,4 м; высота до верхушки креста храма — 26 м, колокольни — 32 м. Стены выложены из хорошо обожженного кирпича (31X15X7 см,
32X16X6,5 см) на известковом растворе. Фундаменты из бута на известковом растворе. Стены побелены известью прямо по кирпичу. Крыши и шпиль были окрашены в зеленый цвет медянкой, а главы церкви и алтаря «берлинской лазурью, усеяны медно-золочеными звездами».
В 1866 году отремонтировали церковь во имя коны Пресвятой Богородицы «Знамение». 25 сентября 1866 года церковь была вновь освящена
После Октябрьской революции монастырь закрыли, все её сооружения, кроме двух храмов, в 1930-е годы разобрали и вывезли.
В конце 1950-х годов разрушили световой этаж и снесли купола Спасо-Преображенского собора.
До 1995 года монастырь использовали под клуб, школу и детскую психиатрическую больницу.
С 18 июля 2002 года начались ремонтно-реставрационные работы Преображенского собора. Было запланировано восстановление всего монастырского комплекса.

## Галерея

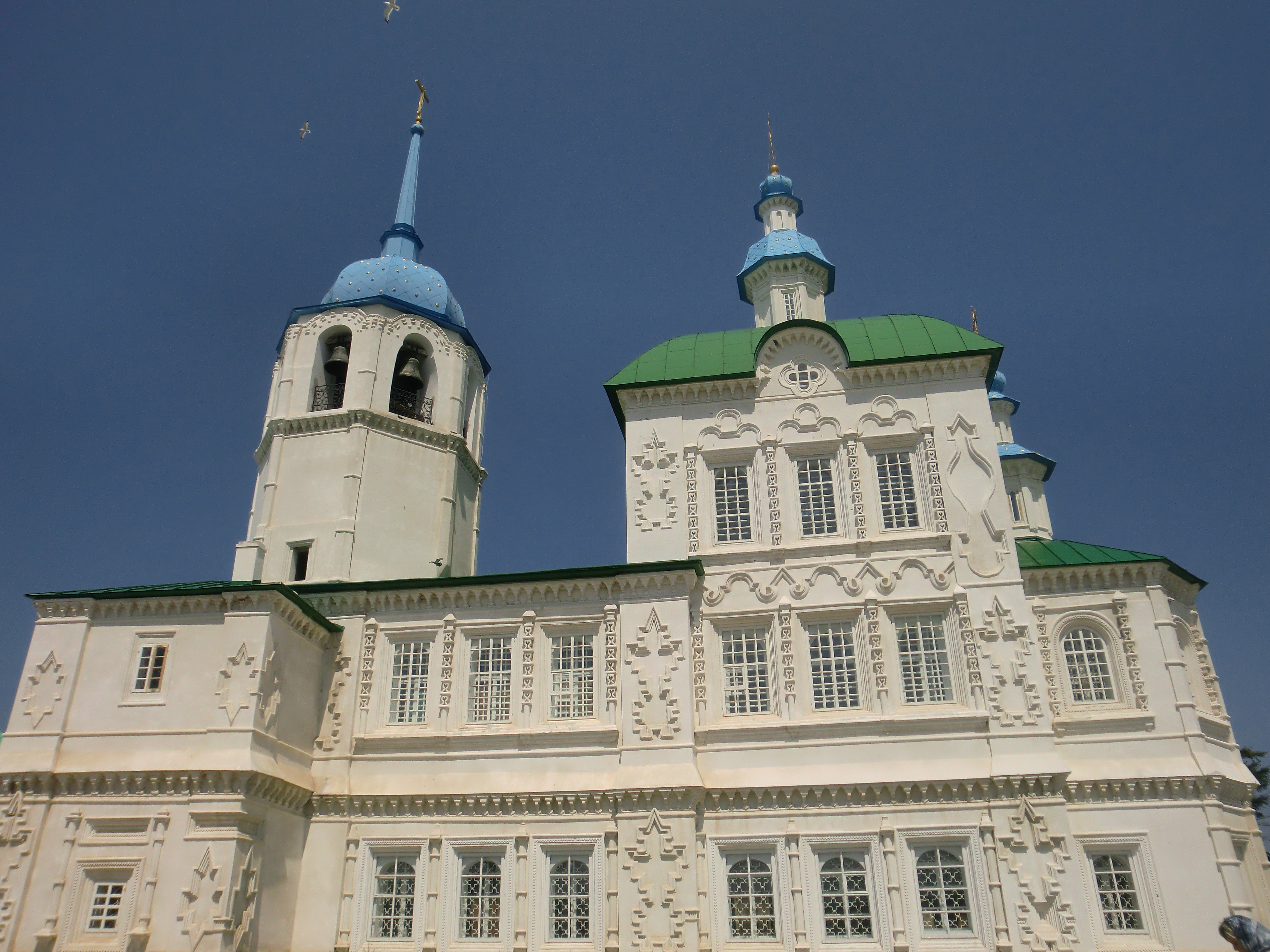
Южный фасад
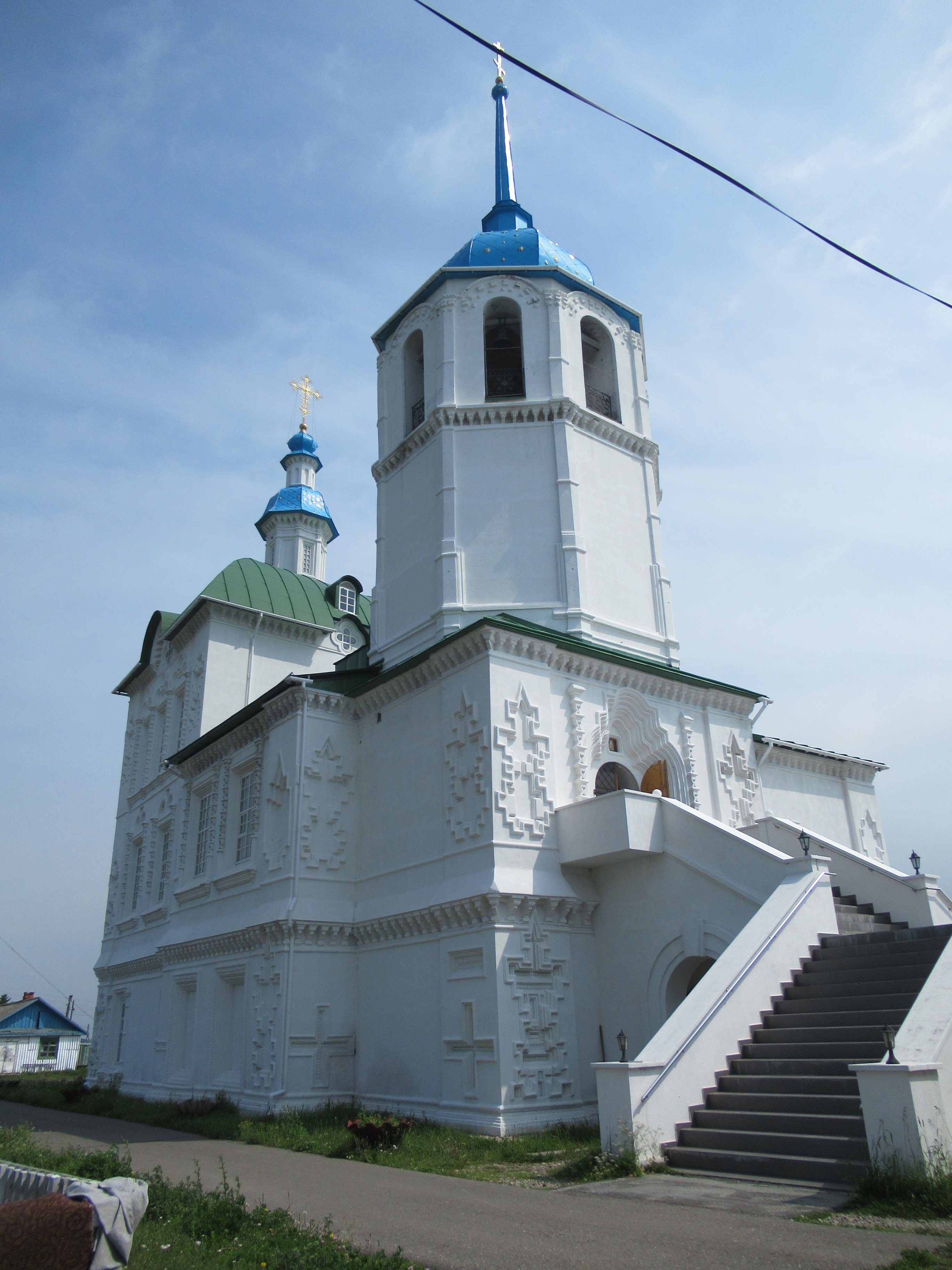
Паперть
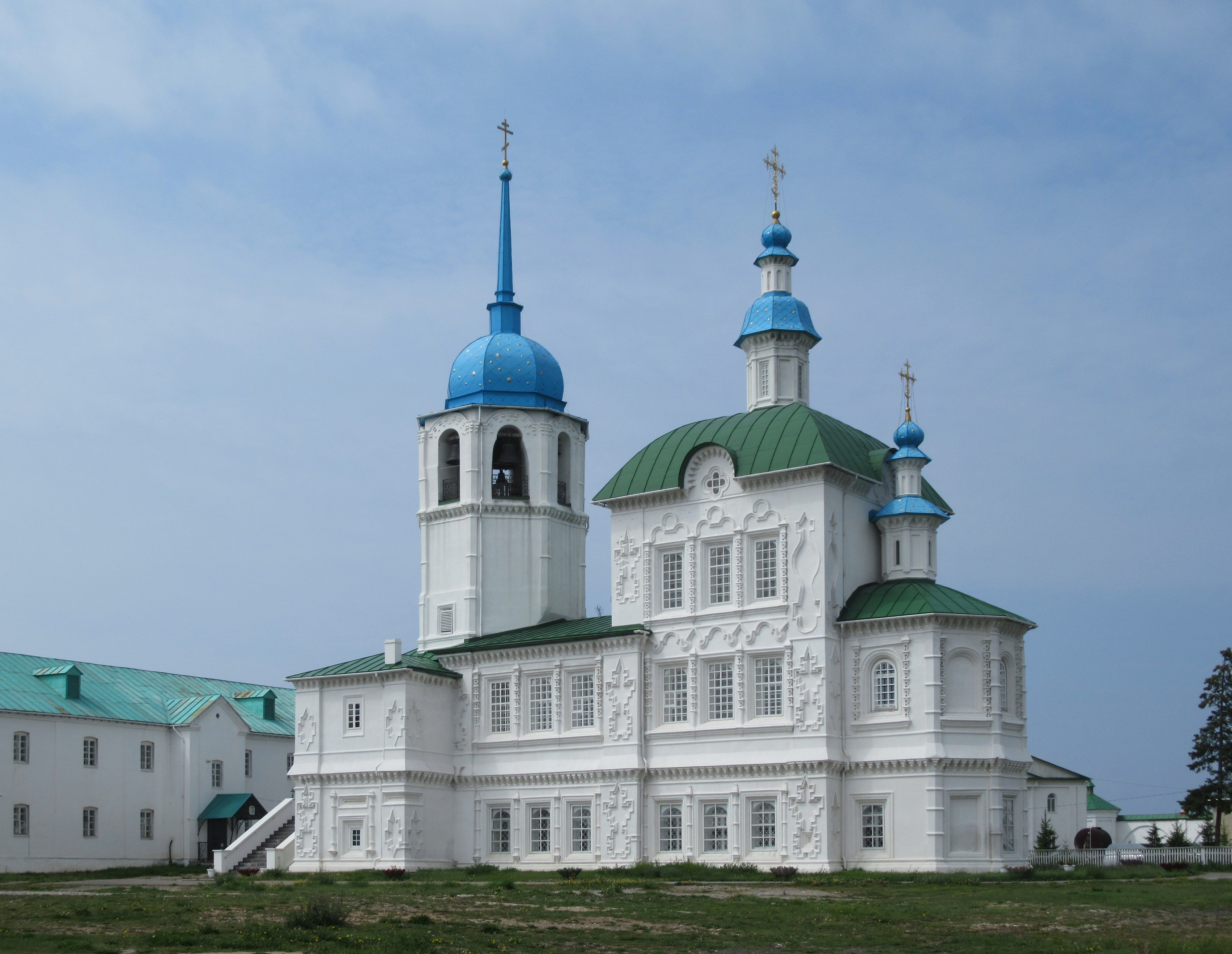
Восточный фасад
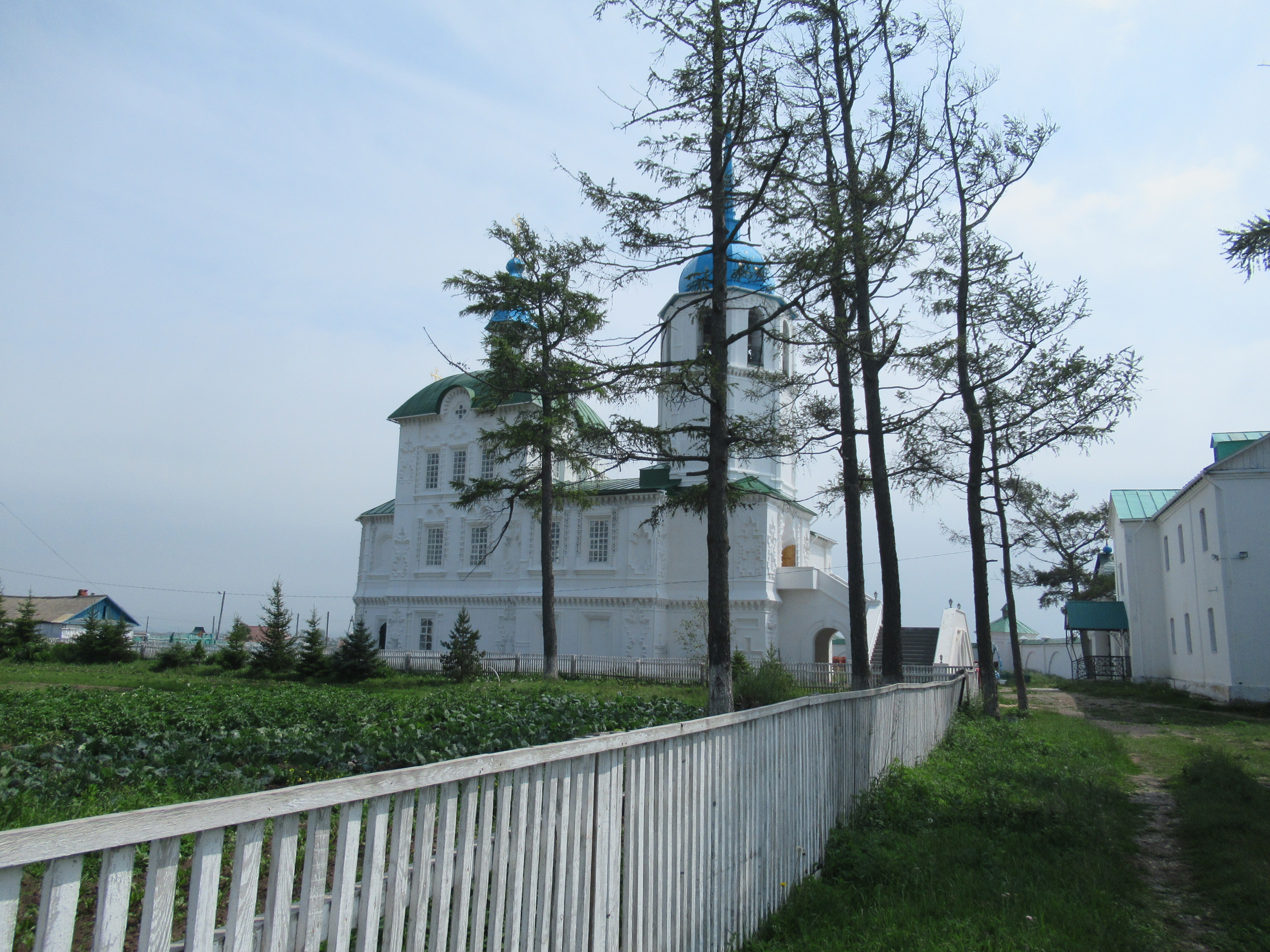
Северный фасад
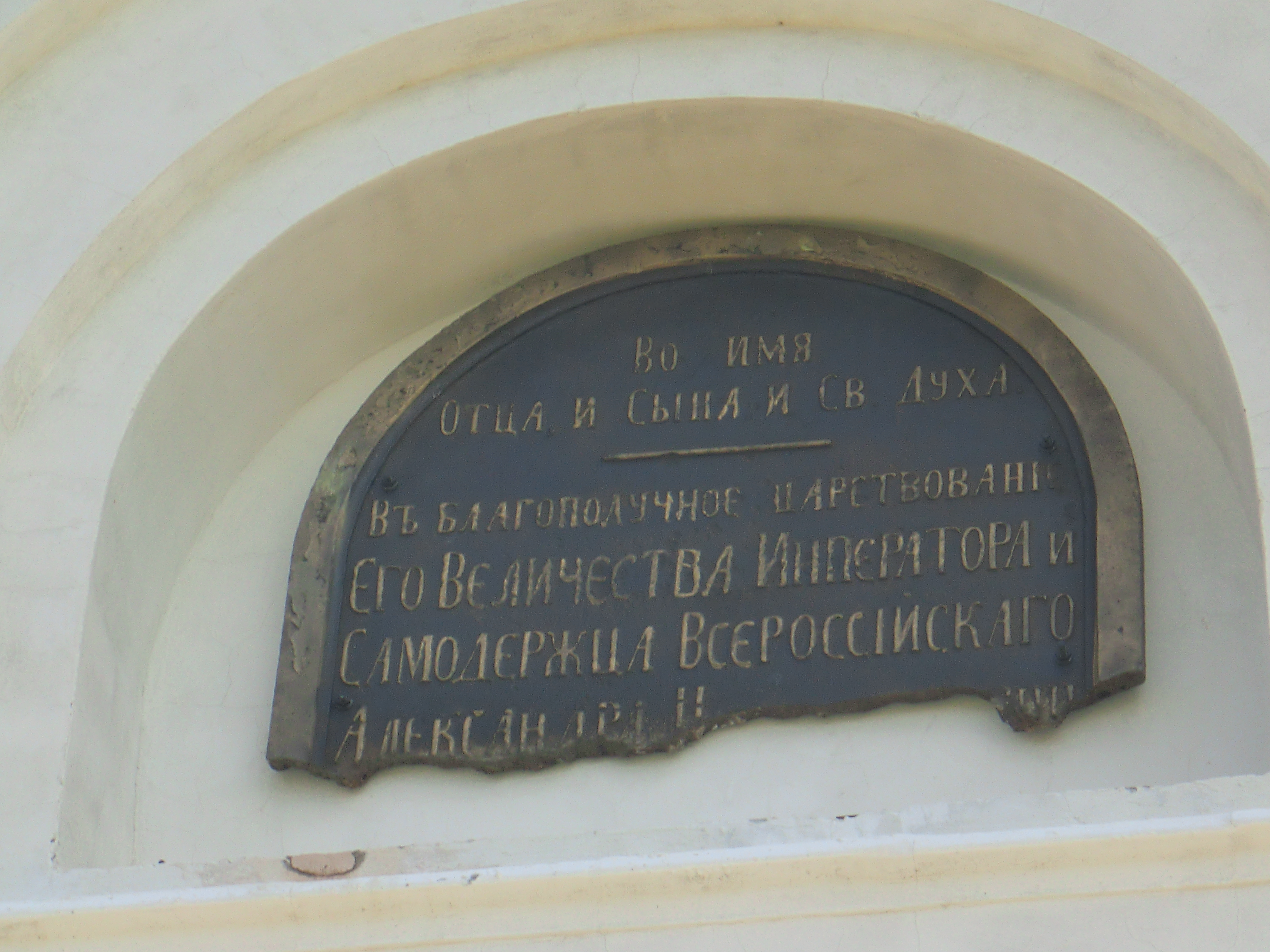
Мемориальная доска